# Рудольф I фон Штаде
Рудольф I фон Штаде (нем. Rudolf I. von Stade; ум. 7 декабря 1124) — граф Штаде и маркграф Северной марки в 1106—1114 годах.
Сын Лотаря Удо II и его жены Оды фон Верль. В 1106—1114 годах управлял Северной маркой как опекун племянника — Генриха II.
В начале 1112 года император Генрих V сместил Рудольфа и назначил на его место Гельфериха фон Плёцкау. Однако уже в июне того же года Рудольф был восстановлен в должности.
В 1114 году он передал маркграфство достигшему совершеннолетия племяннику.

## Семья
Жена — Рихардис (Рихгарда), дочь бургграфа Магдебурга Германа фон Шпанхайм. Дети:
- Удо IV († 1130), маркграф Северной марки (1128—1130)
- Рудольф II († 1144), маркграф Северной марки
- Гартвиг († 1168), архиепископ Бремена
- Лиутгарда († 1152), 1. ∞ Фридрих II фон Зоммершенбург, пфальцграф Саксонии, † 1162 (развод в 1144); 2.∞ Эрик III король Дании, † 1146, 3.∞ граф Герман II фон Винценбург † 1152
- Рихарда